# まいづる魚まつり
まいづる魚まつり（まいづるさかなまつり）とは、京都府舞鶴市で、舞鶴の魚をPRするために毎年秋に行われている祭のひとつ。

## 概要
舞鶴の魚に親しんでほしい。魚のおいしさをもっと知ってほしい。と、漁協の組合員が集まり始めた祭。毎回、ハマチやサゴシ、アジ、ササガレイなど、京都府の漁港でとれた新鮮な魚約5トンが準備され、早々に売り切れるという。
魚が安く手に入ることから、京阪神方面からも多くの観光客が押し寄せ、毎年、付近は大渋滞となる。
イベント内容は、初開催からほぼ一貫しており、主に次のようなものが実施される。
- 本マグロの解体ショー
- 本マグロ料理や無料大漁鍋の振る舞い
- 市民参加のセリ市
- 鮮魚大安売り
- 海鮮バーベキュー、魚寿司、焼ちくわ・天ぷら実演販売
- サザエ釣りなどの子ども遊び
- 海上自衛隊 掃海艇の体験航海と海上自衛隊音楽隊の演奏

また、毎年クイーンまいづるが参加するほか、近年では、舞鶴発祥の元祖肉じゃがの販売が行われている。
- 主催 - 舞鶴水産流通協同組合
- 協賛 - 京都府漁業協同組合連合会、舞鶴市漁業協同組合
- 特別協賛 - 海上自衛隊舞鶴地方総監部、キリンビール（株）、舞鶴市水産協会
- 後援 - 京都府、舞鶴市、舞鶴観光協会
- 開催時期 - 10月第一日曜、9:00 - 14:00
- 開催場所 - 京都府漁連一帯

〒624-0914 京都府舞鶴市下安久1013
舞鶴若狭自動車道 舞鶴西IC から国道27号、国道177号経由で約10分
JR西日本 舞鶴線 西舞鶴駅 より徒歩約25分、または京都交通バスで、広小路バス停まで約5分、下車後徒歩約10分

## 沿革
- 1990年（平成2年）：第1回まいづる魚まつりを開催